# Feketetorkú aranytrogon
A feketetorkú aranytrogon (Trogon rufus) a madarak osztályába a trogonalakúak (Trogoniformes) rendjébe és a trogonfélék (Trogonidae) családjába  tartozó faj.

## Rendszerezése
A fajt Johann Friedrich Gmelin német természettudós írta le 1788-ban.

## Alfajai
- Trogon rufus amazonicus Todd, 1943
- Trogon rufus chrysochloros Pelzeln, 1856
- Trogon rufus cupreicauda (Chapman, 1914)
- Trogon rufus rufus Gmelin, 1788
- Trogon rufus sulphureus Spix, 1824
- Trogon rufus tenellus Cabanis, 1862[2]

## Előfordulása
Argentína, Bolívia, Brazília, Kolumbia, Costa Rica, Ecuador, Francia Guyana, Guyana,  Honduras,  Nicaragua,  Panama, Paraguay, Peru, Suriname és Venezuela területén honos.
Természetes élőhelyei a szubtrópusi vagy trópusi síkvidéki esőerdők, valamint másodlagos erdők. Állandó, nem vonuló faj.

## Megjelenése
Testhossza  25 centiméter, testtömege 48–57 gramm. A hím arca és torka fekete.
|  |  |

## Természetvédelmi helyzete
Az elterjedési területe rendkívül nagy, egyedszáma viszont csökken, de még nem éri el a kritikus szintet. A Természetvédelmi Világszövetség Vörös listáján nem fenyegetett fajként szerepel.